# We Got the Power (canción de Gorillaz)
«We Got the Power»  es una canción por la banda virtual de rock alternativo Gorillaz con Jehnny Beth de la banda polaca de post-punk, Savages, las vocales de fondo fueron de Noel Gallagher, el guitarrista y escritor de la banda de britpop, Oasis y D.R.A.M., que también colaboró con la banda con el sencillo «Andromeda». La canción fue lanzada el 23 de marzo de 2017 junto con «Saturnz Barz», «Ascension» y «Andromeda». Y fue lanzado como el segundo sencillo de su quinto álbum de estudio, Humanz.

## Trasfondo y grabación
«We Got the Power» es el segundo sencillo del álbum Humanz dirigido por Damon Albarn y Remi Kabaka. La canción contiene vocales de Jehnny Beth, vocalista líder de la banda Savages, contiene también vocales de fondo del rapero estadounidense D.R.A.M. y Noel Gallagher. La canción es un hito particular para Albarn y Gallagher, después de su disgusto público de uno a uno durante lo que fue apodado por los medios como "La batalla de Britpop" en los años 90. En un momento dado, la canción incluyó vocales de respaldo del compañero de banda de Albarn de Blur, Graham Coxon; Sin embargo sus vocales fueron quitadas de la versión final de la canción.

En una entrevista de Radio X Albarn habló de la canción, diciendo: «En un punto esta canción tenía a Graham, Noel y yo en él y que era la clase de encabezar un poco en la dirección equivocada. Se estaba volviendo casi retro en su tipo de espíritu y demasiado rock para este disco, así que lo despojé de nuevo de nuevo, jugamos un poco diferente en vivo, como en el disco, es una especie de canción que aparece durante los últimos títulos de una película, el clímax. Y Jehnny dejó de la testosterona apagado . También habló de trabajar con Gallagher por primera vez, y Albarn fue muy complaciente: "Es fantástico en el estudio, es agradable cuando ves cómo alguien hace su negocio, es genial».

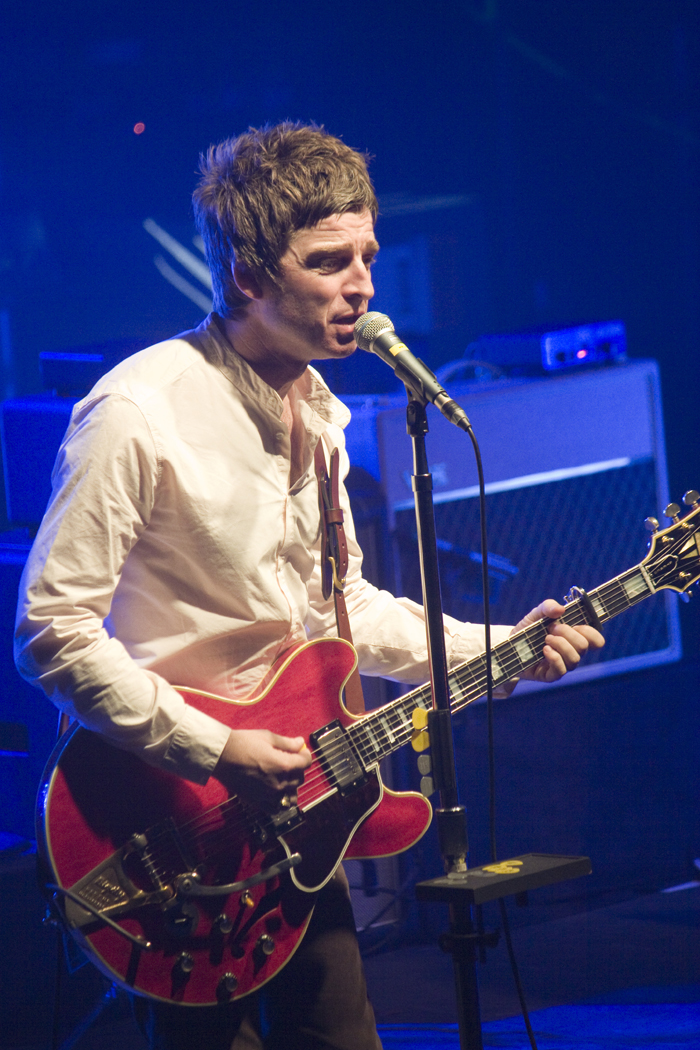
Noel Gallagher colaboró en la canción usando guitarras y vocales de fondo, también siendo uno de los escritores.
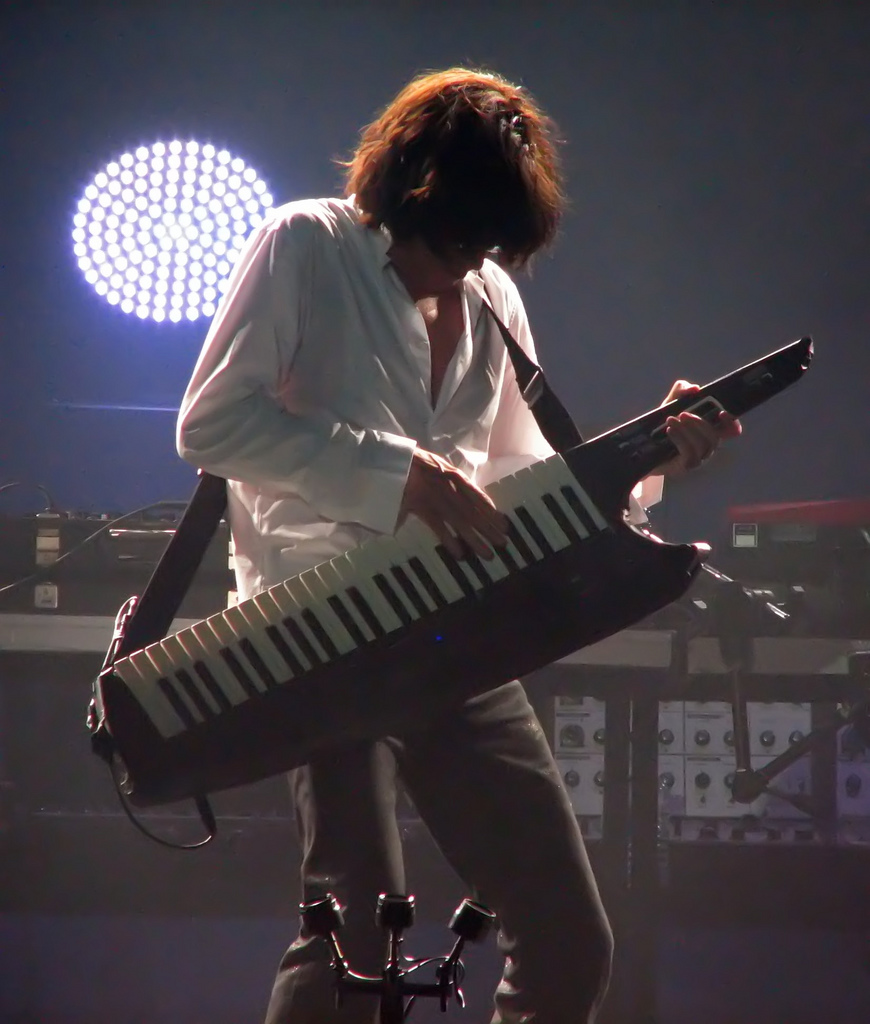
Jean-Michel Jarre también colaboró usando sintetizadores, también es uno de los escritores.
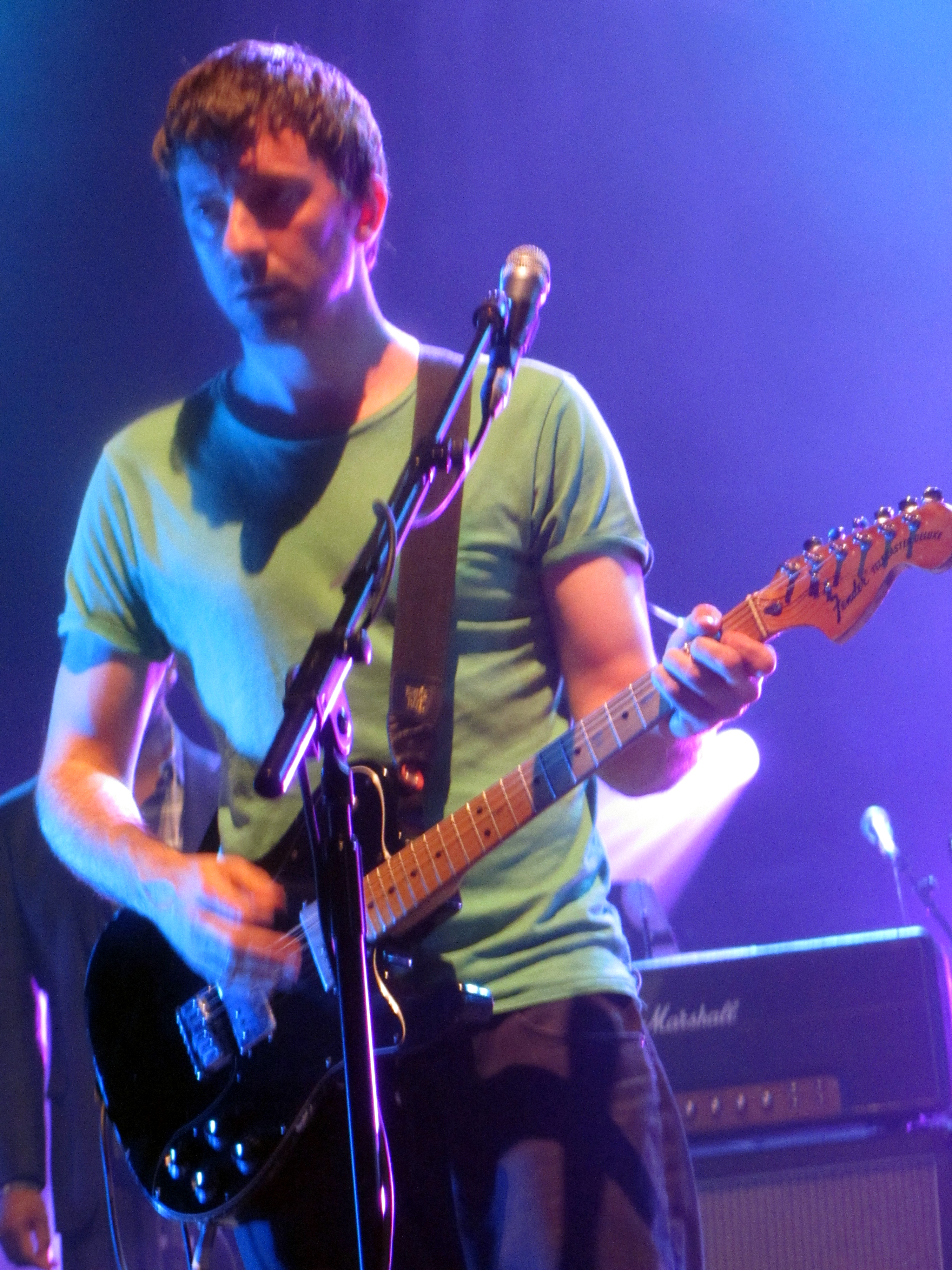
Graham Coxon grabó vocales para el sencillo, pero no se incluyeron en la versión final.

## Personal
- Damon Albarn: vocales, escritor, sintetizador, teclado,  programación, producción
- Jean-Michel Jarre: sintetizadores, escritor
- Stephen Sedgwick: configurador
- Sam Eggleton: campanas
- John Davis: ingeniero maestro
- Jehnny Beth: vocales, escritor
- Noel Gallagher: bajo, vocales de fondo, escritor
- DRAM: vocales de fondo